# Человек без лица (роман)
«Человек без лица» (англ. The Demolished Man — «Разрушенный человек») — научно-фантастический роман американского писателя Альфреда Бестера. Впервые опубликован в 1952. Удостоен премии Хьюго как лучший научно-фантастический роман в 1953 году. Роман переведён на русский язык, впервые издан в СССР в 24-м томе «Библиотеки современной фантастики» в 1972 году.

## Сюжет
Действие романа происходит в далёком будущем, когда земляне уже колонизировали все планеты Солнечной системы. В этом мире присутствует Эспер-лига — «профсоюз» эсперов — людей, обладающих телепатическими способностями (ЭкстраСенсорной ПЕРцепцией). Эсперы делятся на три класса — эсперы третьей ступени могут лишь прочитать мысли другого человека. Эсперы второй ступени могут залезть в подсознание человека, а эсперы первой ступени могут залезть глубже всех, в самую душу.
Бен Рич — лидер крупной финансовой компании «Монарх» (не является эспером), страдает от кошмарных снов, в которых ему снится некий «человек без лица», который для Рича является воплощением ужаса. Источник своих кошмаров Рич связывает с яростной конкурентной борьбой, которую он ведёт с картелем де Куртэнэ, чей лидер, Крэй де Куртэнэ, прижал Бена к стенке. Бен решает предложить де Куртэнэ слияние их компаний в одну. Получив ответ соперника, Рич решается убить его, не видя другого выхода из сложившейся ситуации. Но осуществить это крайне сложно: эсперы способны прочитать даже зарождающиеся мысли об убийстве и предотвратить его. Бен Рич тщательно продумывает убийство. За помощью он обращается к различным людям — эсперу первой ступени Гасу Тейту, милой девушке-эсперу Даффи Уиг, Джерри Чёрчу — эсперу, выгнанному из Лиги, и другим.
Рич торопится осуществить свой план. От Гаса Тейта он узнаёт, что де Куртэне в скором времени прилетит на Землю и по своему обыкновению остановится в особняке Марии Бомон, который по сути своей является публичным домом. Рич устраивает так, что во время вечеринки Мария Бомон решает сыграть в старинную игру «сардинки». В то время, когда, выключив свет во всём доме, нагие гости ищут друг друга, Бен, не без помощи Гаса Тэйта, отыскивает де Куртэнэ в особняке. Отключив охранников, Рич врывается в комнату де Куртэнэ. Перед ним предстаёт дряхлый старик, который силится ему что-то сказать, но не может это сделать из-за болезни горла. В этот момент в комнату вбегает девушка, дочь де Куртэнэ. Она пытается спасти отца, но ей это не удаётся — Рич убивает его на глазах девушки. Когда всё кончено, она, будучи невменяемой, забирает орудие убийства и убегает с ним.
Рич понимает, что она главный свидетель, которого необходимо уничтожить, и начинает поиски. К поискам девушки приступает также и Линкольн Пауэл — полицейский эспер первой ступени, занимающийся делом об убийстве де Куртэнэ. Пауэл, используя свои логические и телепатические способности, с первых же минут расследования понимает, кто является убийцей. Но чтобы привлечь Рича к ответственности, Пауэлу необходимо собрать неопровержимые доказательства его вины.

## Стиль романа
Стиль романа отчасти экспериментален, например в попытке Бестера изобразить переплетение мыслей телепатов, общающихся между собой, и строящих сложные «плетёнки» из слов и фраз. Сам дух романа отчасти является предтечей стиля киберпанка. В произведении очень сильно влияние психоанализа.